# Splachnum australe
Splachnum australe là một loài rêu trong họ Splachnaceae. Loài này được (Sull. & Lesq.) I. Hagen mô tả khoa học đầu tiên năm 1909.